# Oribotritia angusta
Oribotritia angusta är en kvalsterart som beskrevs av Sandór Mahunka 1982. Oribotritia angusta ingår i släktet Oribotritia och familjen Oribotritiidae. Inga underarter finns listade i Catalogue of Life.